# Национален музей на Швеция
Националният музей на Швеция, разположена на полуостров Бласиехолмен в центъра на Стокхолм.
Дейността на музея се простира далеч извън границите на града, националният музей управлява колекцията на Националната портретна галерия Грипсхолм, музея Густавсбергпорклайн, шепа колекции от замъци и Шведския институт в Париж. През лятото на 2018 г. Национален музей Jamtli отвораря врати в Йостерсунд като начин да се покаже част от колекцията в северната част на Швеция.
Благодетелите и създатели на музея са крал Густав III и Карл Густав Тесин . Музеят е основан през 1792 г. като кралски музей. Настоящата сграда е открита през 1866 г., когато е преименувана на Национален музей и се използва като една от сградите за провеждане на Общото индустриално изложение на Стокхолм от 1866 г.
Сегашната сграда, построена между 1844 и 1866 г., е вдъхновена от северноиталианската ренесансова архитектура. Проектът е на немския архитект Фридрих Август Щюлер, който е проектирал и Новия музей в Берлин. Сравнително затвореният екстериор, с изключение на централния вход, не дава и намек за просторния интериор, доминиран от огромни стълби, водещи до най-горните галерии.
Музеят е разширен през 1961 г., за да побере и музейните работилници. Настоящият вид е създаден през 1996 г. Сградата на музея е затворена за ремонт през 2013 г. и е отворена отново през 2018 г.

## Колекция
Колекцията на музея се състои от около половин милион рисунки от Средновековието до 1900 г., включва и видна колекция от 17-ти век на Рембранд и други холандски художници, както и колекция от порцеланови предмети, картини, скулптури и модерно изкуство. Общо колекцията възлиза на около 700 000 предмета. Музеят разполага и с художествена библиотека, отворена за обществеността и академичните среди.
Националният музей на Швеция притежава и най-голямата колекция от портретни миниатюри в света, с повече от 5 200 творби.  Колекцията включва миниатюри от много европейски училища, включително произведения на Никълъс Хилиард, Исак Оливър, Луи-Мари Отисие и други. Значителна част от произведенията произлизат от главния колекционер Карл Фредрик Далгрен, докато по-ексклузивните произведения са дарени от Ялмар Викандер, собственик на коркова фабрика. Производството на тапи за бутилки за пивоварната индустрия е в основата на неговото състояние. 

### Забележителни произведения
- Рембранд, Кухненската прислужница
- Рембранд, хвалебната песен на Симеон
- Перуджино, Свети Себастиан
- Якоб Йорданс, Светото семейство на свещи
- Лудвиг Рефингер, Манлий Торкватус в битка с Галия
- Мраморни бюстове в стая 1280, двора на скулптурите.
- Йоос де Момпер, Пейзаж с падането на Икар
- Франсоа Буше, Триумфът на Венера
- Александър Рослин, Дамата с воала
- Антоан Вато, Урокът на любовта, c. 1716-1717
- Пиер-Огюст Реноар, Гренуйер
- Андерс Цорн, Замъци във въздуха, 1885 г
- Пол Гоген, Поля край морето, 1889 г
- Пол Сезан, Натюрморт с гипсов Купидон
- Вилхелм Хамершой, Интериор с четяща дама, ок. 1900 г

### Рисунки
Колекцията от рисунки на музея съдържа повече 500 000 листа, обхващащи периода от късното средновековие до 1900 г.  В основата започват повече от 2 000 стари майсторски рисунки, събрани от Карл Густав Тесин . Чаршафите са придобити при важната продажба на придворния банкер Пиер Кроза през лятото на 1741 г. Тесин беше един от четиринадесетте колекционери, които купуваха на изгодни цени. 
- Албрехт Дюрер, Портрет на млада жена със сплетена коса, 1515 г.
- Доменико Гирландайо, глава на старец, ок. 1490 г
- Хендрик Голциус, Автопортрет, ок. 1590–91

## Външни връзки
- Johan Mårtelius. Norra innerstaden //  Guide till Stockholms arkitektur. 2nd.   Stockholm, Arkitektur Förlag AB, 1999. ISBN 91-86050-41-9. с. 67.
- Национален музей на изящните изкуства